# Baía da Traição
Baía da Traição é um município brasileiro do estado da Paraíba. De acordo com o Instituto Brasileiro de Geografia e Estatística, no ano de 2016 sua população era estimada em 8.951 habitantes. Cerca de 90% do município está dentro de reservas indígenas dos potiguaras.

## Topônimo
Baía da Traição é o termo pelo qual os colonizadores portugueses denominaram a baía situada defronte a atual cidade sede do município, em virtude de nela os índios potiguaras haverem trucidado muitos portugueses da frota de Gonçalo Coelho. Até então, os indígenas potiguares denominavam a baía de Akaîutebiró, que significa "cajueiro estéril" (akaîu, cajueiro + tebiró, sodomita, estéril ou azedo). O nome indígena influenciou a formação do antigo nome da Baía da Traição, "Acajutibiró".
Escritos neerlandeses da Descrição Geral da Capitania da Paraíba confirmam a origem de tal nome:
«(...) A Baía da Traição, que já tinha a esse tempo nome português, em consequência do fim lamentável que aí tiveram algumas pessoas da expedição de Gonçalo Coelho (1501).»
O termo Baía da Traição aparece pela primeira vez na carta que Américo Vespúcio enviou ao então rei de Portugal, Manuel I, «O Venturoso», em 1501, relatando suas descobertas no litoral nordeste do Brasil. Em tais escritos ele narra:
«(...) navegamos por dias e dias até encontrarmos porto seguro. Então mandamos quatro dos nosso à terra, para barganhar com mulheres índias que nos acenavam de um alto. No meio da conversa [com tais índias] os mancebos foram mortos a pauladas pelas costas, assados e devorados.»
Um ex-prefeito da cidade, José de Oscar, mandou erigir na entrada da cidade um pórtico para eternizar tal evento que nomeou a cidade.

## História

### Potiguaras, os primeiros habitantes
Na época da conquista portuguesa da Paraíba, os potiguaras, pertencentes à grande família tupi-guarani, habitavam as grandes extensões de terra desde Pernambuco até o Maranhão, constituindo-se na maior e mais poderosa de todas as tribos existentes no Nordeste, com uma população avaliada em 100.000 pessoas.
Eram portadores de elementos culturais e de características físicas semelhantes aos demais aborígines que habitavam o litoral brasileiro, destacando-se pela sua bravura e belicosidade. Não eram traiçoeiros, enfrentavam o inimigo corpo a corpo e tinham o hábito de esmagar a cabeça daqueles que matavam, só os devorando por vingança, através de rituais, respeitadas algumas formalidades exigidas para o caso.
Eram refratários às mudanças, sobrevivendo com seus caracteres culturais por maior espaço de tempo do que os tabajaras(também tupis-guaranis e habitantes da Paraíba a partir de 1585). Daí sua falta de adaptação às imposições portuguesas, tão contrárias aos seus princípios éticos e morais.

### Povoamento

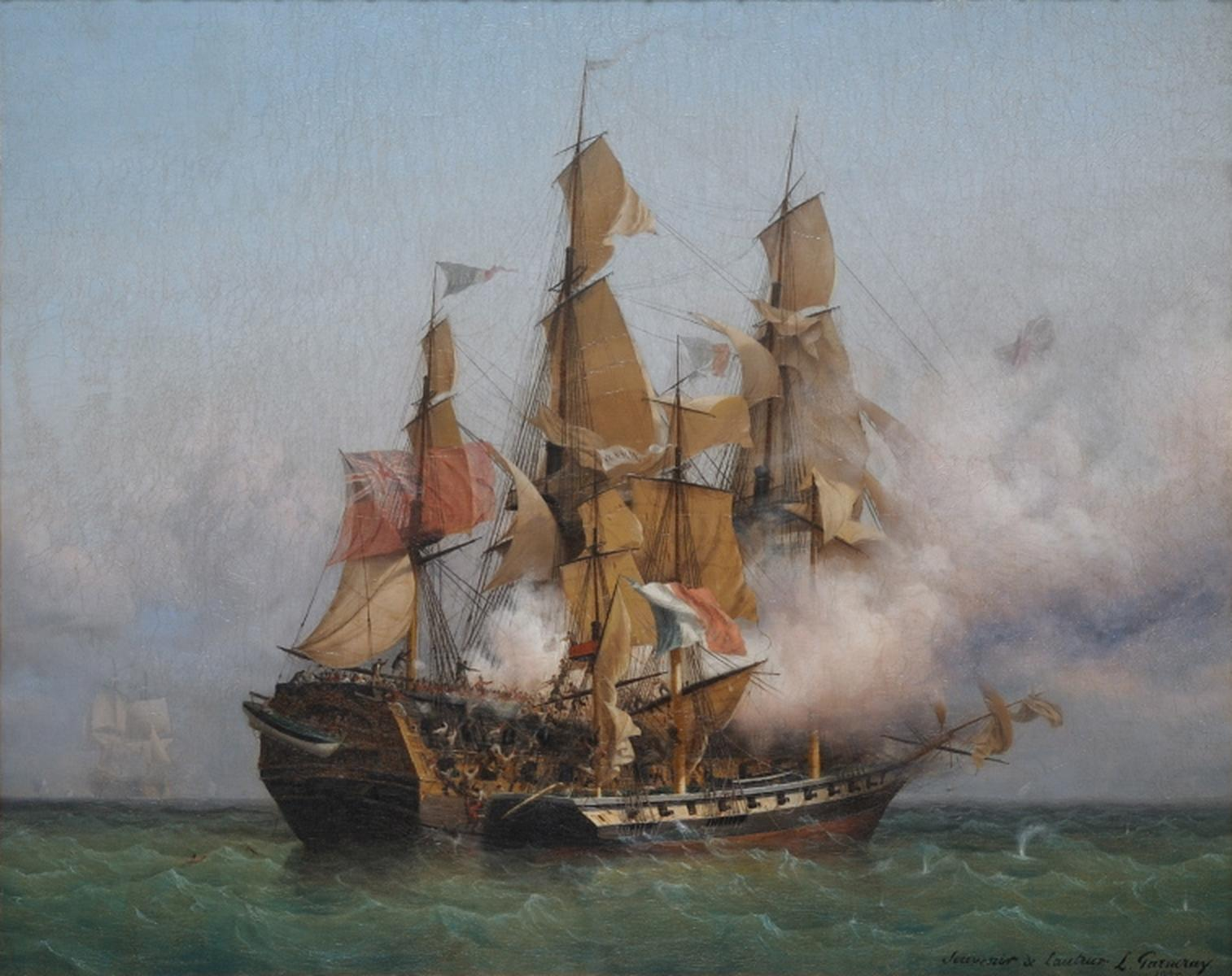
Pintura retratando um navio corsário francês em batalha, por Ambroise Louis Garneray

Durante as primeiras décadas do século XVI, o litoral paraibano era muito frequentado pelos franceses, na sua maioria a serviço do grande armador Jean Ango, visando ao tráfico do pau-brasil.
A Baía da Traição é um dos núcleos de povoamento europeu mais antigos da Paraíba. Começou a ser ocupada pelos normandos, que ali fundaram uma feitoria visando ao comércio do pau-brasil, abundante na região, além de um fortim, sendo combatidos pela expedição guarda-costas portuguesa liderada pelo navegador Cristóvão Jaques. Os franceses conseguiram a amizade e a confiança dos potiguares, incentivando-os na luta contra os portugueses, vistos pelos silvícolas como um inimigo e invasor de suas terras.
Essa aliança franco-indígena dificultou a ação colonizadora dos portugueses, causando grandes conflitos e motivando a ida àquela praia de figuras das mais expressivas na história da Paraíba, entre as quais Martim Leitão, João Tavares e Duarte da Silveira. Estes queimaram várias aldeias, destruíram navios franceses e fortificações existentes nesta cidade, que até hoje abriga uma aldeia indígena em suas terras .

### Lutas pela posse da terra
Em 1585, o português Martim Leitão chegou à baía com duzentos homens e encontrou uma feitoria e um forte, construídos pelos franceses. Houve um intenso combate, onde os portugueses foram os vencedores. Na oportunidade, a fim de marcar sua presença, levantaram uma povoação, a que deram a denominação de Potiguara.

### Povoamento português
Após a pacificação dos potiguares, em 1599, depois de 25 anos de luta, durante os quais milhares de índios perderam a vida, a Capitania Real da Paraíba entrou em pleno desenvolvimento, efetuando-se a consolidação da conquista.
Na Baía da Traição, deu-se início ao seu povoamento, formado de colonos portugueses e de nativos que se dedicaram às atividades agrícolas e pesqueiras.
Em junho de 1625, uma esquadra holandesa composta de 34 navios e cerca de 600 soldados e tripulantes sob o comando do almirante Edam Boudeyng Hendrikson desembarcou na Baía da Traição. Os indígenas que habitavam a região receberam os holandeses amigavelmente, oferecendo-lhes os seus serviços. Os portugueses que residiam na localidade fugiram para as matas, de onde seguiram para a sede da capitania. Durante a sua permanência naquela praia, os holandeses fizeram várias incursões pelo interior, chegando até Mataraca e Mamanguape. Cientes do ocorrido, tropas de Pernambuco e da Paraíba, comandadas pelo capitão Francisco Coelho de Carvalho, após sucessivos ataques, forçaram a retirada dos holandeses. Os potiguares pagaram caro pela sua hospitalidade, sendo terrivelmente massacrados, inclusive velhos e crianças. Os que sobreviveram fugiram para a Serra da Copaoba e para o Rio Grande do Norte. Alguns conseguiram embarcar na esquadra rumo à Holanda, entre os quais o Pedro Poti, que lá permaneceu cinco anos.
Após a expulsão dos holandeses do Brasil, a povoação entrou em desenvolvimento, tornando-se um dos maiores produtores da Paraíba. Ficaram famosas as redes tapuaramas, tecidos pelas mulheres da localidade, conhecidas no Brasil pela sua beleza e durabilidade.

### Emancipação Política
Foi elevada à categoria de freguesia em 1762, em homenagem a são Miguel.
A independência administrativa foi conquistada em 1962, através da lei 2 748, de 2 de Janeiro de 1962. Antes, havia sido distrito de Mamanguape. A instalação oficial do município foi em 18 de novembro de 1962.
O curioso é que a Baía da Traição tornou-se município por três vezes. A primeira vez, após o ano de 1762, permanecendo nessa condição até 1840, quando foi extinto e incorporado a Mamanguape pela Lei 14, de 12 de setembro de 1840. A segunda vez ocorreu em 1879, pela Lei 670, de 6 de março, quando, emancipado, não teve condições de subsistir, havendo nova incorporação. O decreto 1 164, de 15 de novembro de 1938, elevou Baía da Traição à categoria de vila. A terceira emancipação, definitiva, se processou através da Lei 2 748, datada de 2 de janeiro de 1962.

### Forte da Baía da Traição

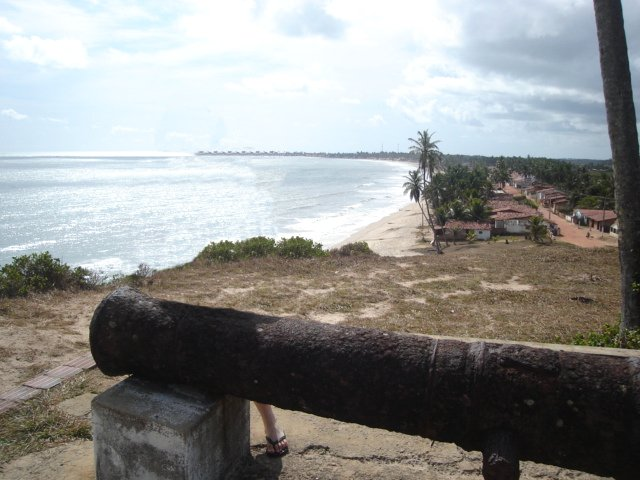
Forte da Baía da Traição: antiga peça de artilharia

Os franceses, visando à exploração do pau-brasil, fundaram uma feitoria na baía da Traição, que funcionou como ponto de convergência de todo o madeiramento abatido naquela região. Para a sua defesa, ergueram um fortim. Estas edificações foram destruídas por Martim Leitão, na época da conquista portuguesa da capitania da Paraíba.
Posteriormente, por determinação real, foi instalado um forte no local ainda denominado Forte, sobre o histórico Alto do Tambá, de onde se podia descortinar e defender a barra e a enseada da baía da Traição. O referido forte foi guarnecido por soldados vindos do Forte de Santa Catarina do Cabedelo e artilhado com peças de ferro, vindas de Portugal, acredita-se que após a sua ocupação pelos neerlandeses, em 1625.
Nenhum vestígio dessa fortificação chegou até nós, a não ser alguns dos antigos canhões, dos quais dois exemplares se encontram na sede municipal.

## Geografia
O Município de Baía da Traição está inserido na unidade geoambiental dos Tabuleiros Costeiros. Esta unidade acompanha o litoral de todo o nordeste, apresentando altitude média de 50 a 100 metros.

### População
Com uma população de 8 012 pessoas e uma área total de 102,368 km², Baía da Traição apresenta uma densidade demográfica de 78,27 habitantes por quilômetro quadrado (Instituto Brasileiro de Geografia e Estatística, 2010).
Segundo dados do recenseamento de 2000, feito pelo Instituto Brasileiro de Geografia e Estatística, dos dez municípios brasileiros com maior percentual de população autodeclarada indígena, Baía da Traição figurou em sexta posição, visto que 57,7% de seus habitantes se declararam indígenas.

### Clima
O clima é do tipo tropical chuvoso com verão seco. O período chuvoso começa no outono, tendo início em fevereiro e término em outubro. A precipitação média anual é de 1 634,2 mm.

### Vegetação
A vegetação nativa é predominantemente do tipo floresta subperenifólia, com partes de floresta subcaducifólia e transição cerrado/floresta.

### Geologia
De modo geral, os solos são profundos e de baixa fertilidade natural. Compreende platôs de origem sedimentar, que apresentam grau de entalhamento variável, ora com vales estreitos e encostas abruptas, ora abertos com encostas suaves e fundos com amplas várzeas. Os solos dessa unidade geoambiental são representados pelos latossolos e podzol|podzólicos nos topos de chapadas e topos residuais; pelos podzólicos com fregipan, podzólicos plínticos e podzóis nas pequenas depressões nos tabuleiros; pelos podzólicos concrecionários em áreas dissecadas e encostas e gleissolos e solos aluviais nas áreas de várzeas.

### Litoral
O litoral da Baía da Traição é um dos mais belos do Nordeste, tendo a configuração de meia-lua, onde se destacam praias sinuosas, falésias multicoloridas, dunas e uma linha de arrecifes, formando um conjunto harmonioso de rara beleza paisagística. O seu contorno, da foz do rio Camaratuba à foz do rio Mamanguape, mede aproximadamente 40 km, nele existindo as praias Cardosas, Tambá e Forte, embelezadas por falésias multicores, cujas ondas revoltas as tornam preferidas pelos surfistas; a enseada da Baía da Traição, famosa pela sua beleza e tradição; a da Trincheira, onde, em 1625, suas dunas serviram de trincheiras às forças portuguesas na luta contra os holandeses; e a praia de Coqueirinhos.

### Hidrografia
O rio Sinimbu é o principal curso d'água não apenas pela sua extensão, mas sobretudo por sua importância no contexto socioeconômico da região. Sua nascente se situa na localidade de Avencas, ao norte da Vila São Francisco, e atravessa o município de oeste para leste até desaguar no rio Estiva, que por sua vez desemboca no Oceano Atlântico, nas proximidades da praia de Coqueirinhos. No seu curso, banha parte das aldeias de São Francisco, Galego e Forte, além da sede do município.
Após os serviços de drenagem realizados no local, a partir de 1931, sob a direção dos engenheiros Valdomiro Leon Sales e Ítalo Joffily, os rios estão sendo aproveitadas para o cultivos de cereais e de outras culturas de subsistência. Na década de 1960, suas várzeas foram responsáveis por prover importante produção de arroz, mandioca, abóbora, banana, milho). Entretanto, com o encharcamento das várzeas, essa produção ficou impossibilitada.[carece de fontes?]

### Problemas com avanço do mar, poluição do rio e mangues
O desmatamento das margens, assim como as dragagens, estão causando o assoreamento do rio Sinimbu. As águas estão contaminadas por lixo, dejetos humanos que são jogados pelos próprios ribeirinhos. Isso, sem falar dos animais que se banham e defecam em seu leito, o que aumenta sua contaminação. Quanto aos manguezais, a construção de viveiros de camarão para o cultivo do camarão-de-patas-brancas tem ocasionado um grande desmatamento da área dos mangues, além das toxinas que são jogadas junto com o lixo. Outro fator que contribui com os problemas nos mangues é a extração de madeiras para a produção de carvão.
De acordo com relatos de moradores antigos, o mar da Baía da Traição era antigamente em torno de 100 metros de distância do que é hoje. Porém, o mar está invadindo o município aos poucos. As barreiras de proteção (quebra-mares) estão se partindo, devido à ação dos marés. O mar já está invadindo também os viveiros de camarão que estão nas proximidades da beira-mar. Em 2010, o governo do estado já havia decretado, por meio do Diário Oficial do Estado, situação de emergência no município em virtude do avanço súbito e imprevisível do mar rumo à orla da cidade. O decreto diz que o "processo de erosão marinha vem ameaçando bens e equipamentos da cidade e colocando em risco a vida de moradores e turistas".

## Terras Indígenas
No município de Baía da Traição, está localizada a maioria das aldeias indígenas, que integram a Terra Indígena Potiguara. Estas aldeias estão sob a jurisdição da Fundação Nacional do Índio, órgãos federal criado pela lei 5 371, de 5 de dezembro de 1967, em substituição ao antigo Serviço de Proteção ao Índio. Na povoação Forte, onde, há séculos, existiu uma das mais antigas fortificações da Paraíba, está instalado a Coordenação Técnica Local em Baía da Traição, diretamente subordinada à Coordenação Regional Nordeste II, com sede em Fortaleza, no Ceará. O referido posto é responsável pela administração geral da área pertencente à Terras Indígenas Potiguara, Jacaré de São Domingos e Potiguara de Monte-Mór.
A Terra Indígena Potiguara é constituída de 5 072 habitantes, dos quais 3 093 residem no município de Baía da Traição, distribuídas pelas povoações, AKajutibiró, Cumaru, Forte, Galego, Santa Rita, Laranjeiras, Silva, Bento, Tracoeira, Vila São Francisco, Lagoa do Mato, Vila São Miguel e na cidade da Baía da Traição. Os municípios de Marcação e Rio Tinto perfazem as demais povoações como Caieira, Lagoa Grande, Camurupim, Tramatáia, Estiva Velha, Aldeia Monte-Mor e Jacaré de São Domingos, onde habitam 1 979 índios.
A área pertencente à sesmaria de São Miguel abranja aproximadamente 57 000 hectares, com um perímetro de 89,5 km. Posteriormente, foi elaborado um mapa que corresponde aos trabalhos de delimitação realizados pelo Serviço de Proteção ao Índio, e aos posteriores memoriais da Fundação Nacional do Índio, que declara a referida área com 34 320 hectares e um perímetro de 74 km. Em conseqüência do decreto 89 256, de 28 de dezembro de 1983, do presidente João Batista Figueiredo, a área indígena está reduzida a 20 820 hectares, prejudicando a comunidade potiguara, que perdeu grande parte de suas terras.
Para a sua sobrevivência, os potiguares se dedicam às atividades agrícolas, principalmente milho, feijão, mandioca, inhame e coco. Há um número reduzido de pescadores, que residem no município, ou na sua periferia.

## Cultura

### Manifestações Folclóricas
São desenvolvidas várias atividades folclóricas, destacando-se o toré — dançando pelos potiguaras, através dos séculos; o coco de roda, considerando um dos mais bonitos do litoral paraibano; as lapinhas, cirandas e a nau-catarineta, realizadas no período natalino. Os festejos de Nossa Senhora da Penha — comemorado no segundo domingo do mês de janeiro; a festa de São Pedro, no dia 28 de junho, organizada pelos pescadores, com procissão marítima bastante concorrida; a festa de São Miguel — o padroeiro dos potiguaras — celebrada, atualmente na Vila de São Miguel, no dia 29 de setembro, com muita animação.
A Baía da Traição também tem suas lendas, que são contadas através de gerações, principalmente a da famosa Ionatá — a viagem dos pássaros —, filha de um grande cacique, cuja tribo existia no local onde hoje se assenta a povoação do Galego.

### Artesanato
É um dos mais bonitos do Estado, nota-se o filé e o bordado labirinto, que se destacam pela sua perfeição. Há poucas décadas, eram famosas as redes tapuaramas, tecidas a mão, que eram de grande aceitação no mercado brasileiro, principalmente no Rio de Janeiro, pela sua beleza e durabilidade. Atualmente, são raras as pessoas que se dedicam a este trabalho artesanal.
Convém ressaltar o artesanato de carpintaria naval, elaborado por exímios artesãos, considerados os melhores do Nordeste, senão do Brasil. Dentre estes, merece especial destaque João Damião de Oliveira — recentemente falecido — considerado o melhor da região, e responsável pela preservação e divulgação do referido artesanato.

### Farol
A Baía da Traição tem sua costa protegida por uma linha de recifes ("as pedras") que lhe dá características originais de rara beleza. Em 1923, foi inaugurado o Farol da Baía da Traição — o segundo da Paraíba — nas proximidades da Feiticeira, num ilhéu pouco distante da orla da cidade, com o objetivo de defender as embarcações de possíveis acidentes, junto aos recifes existentes naquela praia.
O farol da Traição é uma linda armação de forma quadrangular de concreto armado, cor branca, com uma altitude de 12 metros e um alcance geográfico (luz) de 12 milhas, com lampejo branco de 06 segundos. Já passou por várias modificações nos anos de 1927, 1947, 1970, 1972, e 1985. Atualmente, está instalado a poucos metros do local onde permaneceu desde a sua inauguração.

## Setores produtivos

### Agricultura
A agricultura é desenvolvida pelos próprios moradores, os índios potiguaras, com o cultivo de raízes como: mandioca, batata-doce, o inhame, o jerimum e alguns legumes. Hoje, o território potiguar é praticamente coberto pelo plantio da cana-de-açúcar, que oferece um bom poder aquisitivo. As outras culturas não oferecem aos nativos uma fonte de renda sustentável. A macaxeira quando comercializada é uma ajuda no orçamento familiar. Existem pomares nativos e plantios de cajueiros, mangabeiras, acerolas, mangueiras, coqueiros, maracujá, mamão, melancia, banana, laranja, manga etc. para consumo e comércio.

### Casas de farinha
Existem 29 casas de farinha distribuídas entre as aldeias dos três municípios, a produção de farinha é de mais o menos 6 sacos de 50 kg por semana, por aldeia em média; a maioria para consumo dos próprios agricultores.
Nas casas de farinha, se faz a farinha que se destina para alimentação familiar e para o comércio local. A aldeia que mais comercializa a farinha é a aldeia de Estiva Velha. A produção é quase toda feita manualmente. Nas casas de farinha, ainda se produz o beiju, tapioca, pé-de-moleque, a goma e a massa de mandioca mole, que, em grande quantidade, também é vendida porta a porta ou na feira no município.

### Estaleiros
Existe apenas um estaleiro para construção de barcos em Baía da Traição. O estaleiro para construção de canoas ou patachos fica em Camurupim.

### Comércio e serviços
O setor terciário ultimamente vem se desenvolvendo graças a iniciativa de alguns comerciantes locais e outros que vem de fora para implantar setores comerciais. Estas oportunidades são oferecidas através do comércio varejista: Mercadinho Central na praça principal da cidade, mercadinho Santa Amélia, comércio varejista de peixe entre outros. O setor público através da prefeitura e governo do Estado e Fundação Nacional do Índio, como também construção civil.

## Aspectos Socioeconômicos
O município foi criado em 1962. A população total é de 6 483 habitantes, sendo 2 972 na área urbana. Seu Índice de Desenvolvimento Humano é de 0,594, segundo o Atlas de Desenvolvimento Humano/PNUD (2000). São registrados 3 domicílios particulares permanentes com banheiro ligados à rede geral de esgoto. 1 200 domicílios particulares permanentes têm abastecimento ligado à rede geral de água e 464 domicílios particulares permanentes têm lixo coletado.
Não existem leitos hospitalares, em dois estabelecimentos de saúde prestadores de serviços ao Sistema Único de Saúde. O ensino fundamental tem 2 071 matrículas e o ensino médio, 251. Nas articulações entre as instituições, observa-se o Convênio de Cooperação com Entidades Públicas na área de educação e o Consórcio Intermunicipal na área de saúde.
Encontram-se informatizados o cadastro e/ou bancos de dados de saúde, a contabilidade, controle de execução orçamentária, cadastro de funcionários e folha de pagamento. Observa-se a existência de favelas ou assemelhados, com um cadastro de favelas ou assemelhados e levantamento de famílias interessadas em programas habitacionais e ações na área de capacitação profissional.
Verifica-se descentralização administrativa com a formação de conselhos nas áreas de saúde, assistência social, promoção do desenvolvimento econômico e fundo municipal nas áreas de promoção do desenvolvimento econômico e saúde. Existem atividades socioculturais, como bibliotecas públicas.
Baía da Traição possui um total de 2 206 residências consumidoras de energia elétrica:
- Urbanas — 1 850
- Rurais — 356

### Censo Rural
Os imóveis rurais do Município pertencem a União. Quando da passagem do Imperador D. Pedro II por Mamanguape, em 27 de dezembro de 1859, foram feitas algumas doações de sesmarias que, com o tempo, foram passando de mão em mão, não sabendo o Cartório de Registros de Imóveis de Rio Tinto, a quem está afeto o controle, precisar quantas pessoas, e no nome de quem, detêm a posse atualmente.
Com a demarcação da Terra Indígena Potiguara em 1983 todos estes títulos perderam validade, pois toda a área rural do município está dentro dos limites da terra indígena, e de acordo com a constituição federal de 1988 são nulos e extintos todos os atos de posse sobre terras indígenas uma vez que estão são originárias, ou seja, pré-existem ao ordenamento jurídico do estado brasileiro, principalmente o territorial.

## Infraestrutura

### Pesca
O município possui 44 barcos motorizados, 14 veleiros e 25 jangadas, além das embarcações de outros municípios que pescam na baía. Existem ainda 340 pescadores registrados na colônia "Z-1 — Comandante Oscar Gonçalves", inaugurada a 6 de janeiro de 1921.

### Água e esgotamento sanitário
Baía da Traição tem seu serviço de saneamento básico administrado pelo Serviço Autônomo de Água e Esgoto, ligado à Fundação Nacional de Saúde. O número de residência que contam com ligação regular de água encanada é 1 672.

### Distâncias rodoviárias
| Município      | Distância (km) |
| -------------- | -------------- |
| Rio Tinto      | 23             |
| Mamanguape     | 31             |
| Itapororoca    | 45             |
| Araçagi        | 62             |
| Guarabira      | 75             |
| João Pessoa    | 65             |
| Campina Grande | 152            |
| Natal          | 159            |
| Recife         | 187            |

### Segurança
O município conta com um efetivo de cinco policiais, sendo dois civis, inclusive delegado, e três militares.

### Unidades religiosas
Existe a Igreja Matriz, a do Belo Amor, a da Reserva e a de São Miguel, todas católicas. A comunidade conta também com cinco igrejas evangélicas, uma de testemunhas de jeová e um grande número de adeptos do candomblé. Grande parte da população indígena é adepta da jurema sagrada.

## Turismo
Atualmente, Baía da Traição, por suas praias belíssimas, é muito frequentada por turistas de todo o Brasil. Grande parte das casas da zona urbana pertence a veranistas, geralmente originários de Sapé, Guarabira, Rio Tinto (Paraíba), Mamanguape, Campina Grande e João Pessoa.
Há diversos restaurantes e pousadas na Baía da Traição para atender aos turistas. A cidade é mais frequentada por turistas na época do veraneio, quando fica superpopulada. O ponto principal de encontro não só dos turistas mais da população (sobretudo a mais jovem) é a praça central da Baía da Traição.
Seu carnaval, que faz parte do calendário turístico da Empresa Paraibana de Turismo, é um dos mais badalados do Estado. Verifica-se, por parte dos comerciantes locais e dos próprios nativos, um grande cuidado em bem receber o turista, o que tem se constituído um fator importante para o seu desenvolvimento.
A praia é a característica natural mais visada pelos turistas, mas não é só isso, pois há no município belas lagoas e rios. As lagoas mais conhecidas são a Lagoa do Mato, a Lagoa Encantada e a Aldeia Perdida, que tem uma lagoa que é isolada e rodeada por uma vegetação admirável. Lá, pode-se encontrar o índio Curumim, assim conhecido. Ele proporciona ao turista a dança do toré e os artesanatos às margens da lagoa.
O Forte, com sua praia e sua famosa vista dos canhões atrai muitos turistas ao lugar, sendo considerado um dos pontos mais belos de se olhar a Baía. O ponto forte do turismo de Baía da Traição é sem dúvida a presença de índios. O artesanato e a dança são a identidade dos potiguares e podem ser encontrado em todas as aldeias da reserva pertencente ao município. Entre várias, podemos destacar:
- Aldeia Forte — é existente nesta comunidade o Toré Forte; associação indígena que recebeu o Prêmio Cultura Indígena no ano de 2007, que valoriza incentivando a todos à prática da cultura; na mesma, encontramos a dança do toré e os artesanatos;
- Aldeia Galego — também é proporciona ao turista a dança e o artesanato; destaca-se pela comida típica e por trilha que sai do outro lado da aldeia até o mar.
- Nos aspectos artesanato e dança, existe também a aldeia de São Francisco, a mais característica em termos de traços físicos indígenas.